# Kaliwader
Kaliwader is een bestuurslaag in het regentschap Purworejo van de provincie Midden-Java, Indonesië. Kaliwader telt 1954 inwoners (volkstelling 2010).